# Фелипе Пероне
Фелипе Пероне (порт. Felipe Perrone; Рио де Жанеиро, 27. фебруар 1986) бразилско-шпански је ватерполиста. Тренутно наступа за Барселонету. Игра на позицији крила.
До 2012. Летњих олимпијских игара 2012. играо је за репрезентацију Шпаније са којом је освојио сребрну медаљу на Светском првентву 2009. у Риму, бронзану медаљу на Светском првентву 2007. у Мелбурну и бронзану медаљу на Европском првенству у ватерполу 2006. у Београду. Од 2014. игра за Бразил.